# Wrzosy (Pszów)
Wrzosy – część miasta Pszów leżąca na wschodzie. Graniczy z Radlinem (Głożyny) od wschodu. Występuje tam budowa domów jednorodzinnych. Z centrum miasta łączy ją ulica Kraszewskiego. Charakterystycznym punktem okolicy jest hałda, która jest jednym z najwyższych punktów Płaskowyżu Rybnickiego.